# Isamu Noguchi
Isamu Noguchi (jap. 野口 勇 Noguchi Isamu; ur. 17 września 1904 w Los Angeles, zm. 30 grudnia 1988 w Nowym Jorku) – rzeźbiarz, scenograf (współpraca z Marthą Graham), architekt krajobrazu oraz projektant mebli i lamp tworzący z żelaza i w stylu biomorfizmu, odznaczony National Medal of Arts (1987), Orderem Świętego Skarbu (1988) i Nagrodą Kioto (1986); przez kilka lat mąż Yoshiko Yamaguchi.